# گمینا نووه میاستو لوباوسکیه
گمینا نووه میاستو لوباوسکیه (به لهستانی:  Gmina Nowe Miasto Lubawskie) یک گمینا در لهستان است که در شهرستان نووه میاستو واقع شده‌است. گمینا نووه میاستو لوباوسکیه ۱۳۸٫۰۲ کیلومتر مربع مساحت و ۸٬۰۵۳ نفر جمعیت دارد.